# Aloin
Aloin (auch Barbaloin) ist eine chemische Verbindung aus der Gruppe der 1,8-Dihydrohxyanthracene, die aus Aloe-Arten isoliert wird. Die glycosylische Substanz kristallisiert in gelben Nadeln, riecht schwach nach Aloe und hat einen bitteren Geschmack. Aloin kommt in zwei diastereomeren Formen vor, dem Aloin A (Barbaloin A) und dem Aloin B (Barbaloin B), die je nach Spezies in unterschiedlichen Mengenverhältnissen auftreten.

## Geschichte

Strukturformel von Aloin B

1851 wurde Aloin erstmals als Naturstoff aus Barbados-Aloe isoliert. Dieses wurde von E. Leger 1897 als Anthrachinon-Derivat erkannt. Erst 1952 gelang es Mühlemann, die genaue Struktur aufzuklären.
Dem früher als Isobarbaloin bezeichneten und durch die Rosenthaler-Reaktion identifizierten Inhaltsstoff konnte die Struktur des 7-Hydroxyaloins zugeordnet werden, welches in beiden diastereomeren Formen in der westindischen Aloe, jedoch nicht in der Kap-Aloe vorkommt.

## Vorkommen
Aloin kommt nicht nur in über 20 Aloe-Arten, sondern auch in der amerikanischen Faulbaumrinde (Rhamnus purshiana) vor. Der Gehalt an Aloin in verschiedenen Aloe-Sorten schwankt je nach ihrer Art, Herkunft und Saisonbedingungen zwischen 5 und 40 % (bezogen auf Aloe-Droge, also den getrockneten Pflanzensaft).
In-vivo-Untersuchungen zur Biosynthese der Aloine haben gezeigt, dass Aloin B von der Pflanze synthetisiert wird, während das Isomer Aloin A sekundär durch Umwandlung aus Aloin B entsteht.

## Gewinnung und Darstellung

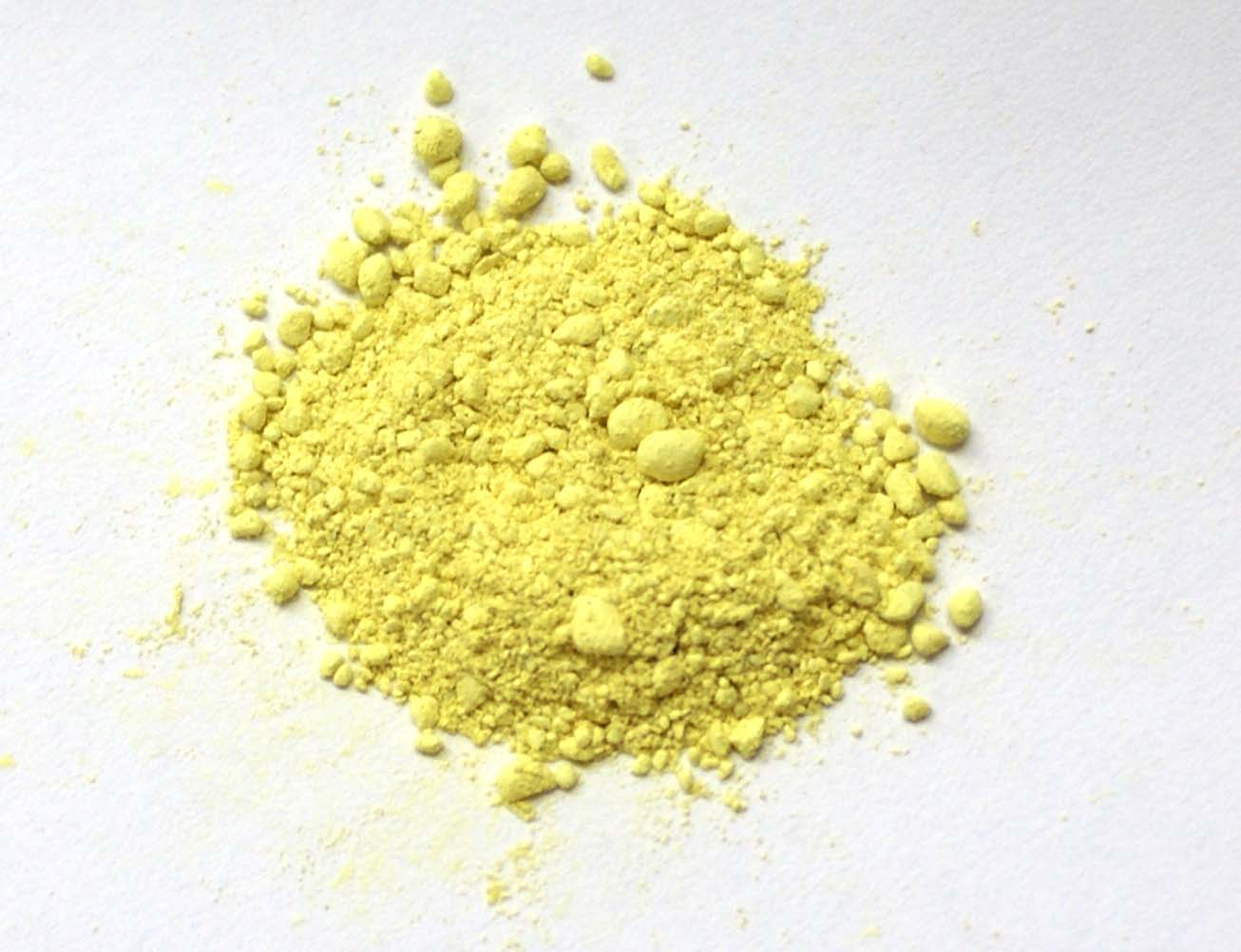
Aloinpulver

Neben der Extraktion aus getrockneter Aloe und anschließender Aufarbeitung mittels Umkristallisation oder Säulenchromatographie, gelingt es auf nasschemischem Weg, aus Aloeemodin-9-anthron, α-Bromacetoglucose und Natriumhydroxid das Diasteromerengemisch aus Aloin A und Aloin B zu synthetisieren.

## Bedeutung
Aloin ist der Wirkstoff der pflanzlichen Droge Aloe, die in standardisierter Zubereitung als Abführmittel zur kurzfristigen Behandlung gelegentlich auftretender Verstopfung verwendet werden kann. Bei längerer Einnahme von Aloe kann es zu Störungen im Wasser- und Elektrolythaushalt kommen, insbesondere zu Kaliumverlusten. Im Urin können Eiweiß und Blut auftreten (Albuminurie, Hämaturie). Bei Überdosierung kommt es zu Vergiftungserscheinungen, die sich in krampfartigen Schmerzen und schweren Durchfällen äußern, die zu lebensbedrohlichen Elektrolyt- und Wasserverlusten führen können. Auch Nierenentzündungen sind beschrieben. Die therapeutische Bedeutung der Aloe ist zurückgegangen vor dem Hintergrund, dass es besser verträgliche Stoffe gibt. Die Zugabe von Aloin zu Lebensmitteln ist in der EU gemäß Anhang III der Verordnung (EG) Nr. 1334/2008 verboten.

## Nachweis
Eine in Chloroform aufgenommene Probe zeigt – auf ein Probemedium (TLC-Platte) aufgetragen – nach dem Besprühen mit einer methanolischen 10 % KOH-Lösung eine gelbe Farbe, die sich unter UV-Licht (365 nm) verstärkt. Dieser Nachweis beruht auf der Tatsache, dass sich im Alkalischen das Anthron-Anthranol-Gleichgewicht auf die Seite der Anthranolform verschiebt. Mittels UV-VIS-Spektroskopie kann man drei Maxima bei 297, 287 und 354 nm beobachten.